# Jakers! Aventurile lui Piggley Winks
Jakers! Aventurile lui Piggley Winks (cu titlul original Jakers! The Adventures of Piggley Winks) este un serial de animație creat și dezvoltat de Mike Young, Liz Young, John Over și Sindy McKay bazat pe o idee originală de Denise Fitzpatrick și produs de Entara din Regatul Unit în asociere cu Mike Young Productions din Statele Unite cu animația realizată de Crest Communications în India. Serialul prezintă aventurile din copilăria lui Piggly Winks, un porc antropomorfic din Irlanda, și cum le povestește nepoților lui ca un bunic în ziua prezentă. A fost difuzat pe PBS Kids în Statele Unite, CBeebies în Regatul Unit și TG4 în Irlanda.
Premiera în România a avut-o la Național TV în perioada de difuzare octombrie 2004–august 2007, iar apoi a fost difuzat pe Minimax.

## Personaje

### Personaje principale
- Piggley Winks - este personajul principal al serialului de animație. El este un porcușor ce locuiește la Ferma Raloo. Trăiește într-o casă modestă din Irlanda, alături de părinții și sora sa mai mică, Molly. Îi place să se distreze cu prietenii săi cei mai buni, Fernando Toro și Danna O'Mallard. Câteodată neglijează școala, punând pe primul loc joaca, însă mereu se dovedește că această abordare este greșită.

- Fernando Toro - este fiul unui taur, Don Toro, de meserie fierar care îl iubește foarte mult. El, deși locuiește în Irlanda, are și sânge de spaniol. Din cauza acestei origini știe sa vorbească limba ibericilor și are ceva cunoștințe despre coridă. Îi place mult sa cânte, ceea ce se observă în multe episoade, când Fernie începe să fredoneze cântece de jale, vesele etc. Este bunul prieten al lui Piggley Winks și Dannei O'Mallard. Mama sa a murit când acesta era mic, aflând acest lucru de la Don Toro.

- Danna O'Mallard - este o rățușcă ce trăiește alături de bunica sa pe malul unei ape. Este cea mai bună prietenă a lui Pigglie Winks și Fernando Toro, însă, spre deosebire de ei, ea pune pe primul loc școala, nu joaca și adoră să citească. Îi place foarte mult să se joace de-a Exploratul cu cei doi prieteni ai ei.

### Personaje secundare
- Molly Winks - este sora mai mică a lui Piggley, în vârstă de cinci ani, care, câteodată îl enervează la culme pe fratele ei, dar pe care acesta o iubește foarte mult și încearcă să o ajute să învețe. Deobicei, intră și ea în jocul lui Piggley, Ferni și Danna, poate fără să-i înțeleagă sensul, de aceea, de cele mai multe ori fiind personajul care nu trebuie decât să stea și să nu-i deranjeze pe ceilalți. Ea adoră să meargă la cules de mure și îi place plăcinta cu mere făcută de mama sa.

- Domnul Padring Winks - este tatăl lui Piggley și al lui Molly, un fermier de la Ferma Raloo, ce muncește cât e ziua de lungă. Acesta este bun cu fiul său, dar este și strict atunci când Piggley nu ar trebui să facă anumite lucruri. Se vede într-un episod că, având multă treabă la fermă, fiul său se oferă să-l ajute. Piggley făcea din toată munca doar un joc, iar unele lucruri nu le făcea cum trebuie. Tatăl său făcea totul ca la carte și nu considera abordarea fiului său ca fiind corectă. Până la urmă, a lăsat-o mai ușor cu munca, la fel ca Piggley. În copilărie, a fost un bun prieten al domnului Hornsby, profesorul lui Piggley.

- Doamna Elly Winks - este mama lui Piggley și a lui Molly. Ea are grijă de copiii ei, încercând să o învețe multe lucruri pe Molly, și dându-i multe sfaturi părintești lui Piggley. Face minunatele plăcinte cu mere pe care copiii ei le adoră. Câteodată își răsfață fiica. I-a explicat lui Piggley că sora sa e mai mică și că ea nu vede lumea așa cum o vede el.

- Bunicul Piggley Winks - este varianta adultă a lui Piggley. El este bunicul a trei copii: Sean, Seamus și Meg, cărora le povestește toate prostiile pe care el le făcea în copilărie. El nu este obișnuit cu chestii tehnologice, cum ar fi calculatoarele și televizorul, iar de aceea face toate lucrurile în stilul în care le făcea în copilărie: cel demodat. Are prostul obicei de a exagera atunci când le spune nepoților amintirile sale.

- Sean - este unul dintre cei trei nepoți ai bunicului Piggley Winks. Adoră să asculte poveștile bunicului său, care îl liniștesc atunci când are vreo nelămurire. Este fratele geamăn al lui Seamus și multe lucruri le fac în același fel. Când se întâmplă ceva, deobicei dă vina pe sora sa, Meg.

- Seamus - este nepotul lui Piggley Winks și fratele geamăn al lui Sean. Adoră poveștile bunicului său, care de multe ori îl scot din încurcături. Nu suportă atunci când mama sa îl pune să facă lucruri, cum ar fi să-și curețe camera. La fel ca fratele său, Seamus, dă vina pe sora sa, Meg, atunci când se întâmplă ceva.

- Meg - este unul dintre cei trei nepoți ai lui Piggley Winks. Ea are doi frați mai mici, care de multe ori o supără, însă în sufletul ei, aceasta îi iubește foarte mult și are grijă de ei. Îi place să primească învățături de la bunicul ei, trase din poveștile acestuia. Adoră să danseze și știe să meargă pe skate-board.

- Wiley, Oaia Vorbitoare - este singura oaie din turma Fermei Raloo care poate să vorbească. Nimeni altcineva, cu excepția celor din turmă nu l-au mai auzit vorbind. Acestuia îi plac și alte lucruri, cum ar fi dansul și muzica. Vrea să-și învețe oile din turmă să vorbească și să-și folosească mintea, la fel ca el. Toate încercările sale au dat greș într-un fel, sau altul.

- Domnul profesor Hornsby - este dascălul lui Piggley, Fernie și Danna. Copiii învață foarte multe de la el, dar nu le prea place când acesta le dă multe teme pentru acasă. Deobicei, se comportă frumos cu elevii săi, dar, câteodată este exigent și îi sperie pe copii, aceștia crezând că el e un monstru. Domnul Hornsby a fost prieten cu Padring Winks, tatăl lui Piggley, și s-a dovedit că nu e așa rău pe cât credeau copiii.

- Domnișoara Nanny - este o vânzătoare din oraș, care este bună prietenă cu domnul Hornsby. Este foarte cumsecade și câteodată le dă copiilor dulciuri pe gratis, așa, din politețe. Vrea să-i învețe pe copii cum să se poarte și le-a predat un curs de politețe la școală.

- Fergal O'Hopper - este cel mai bun prieten al lui Molly, sora lui Piggley Winks. Are șase ani și are o înclinație spre artă, mai ales înspre pictură. Deși vârsta lui e fragedă, știe să scrie și să citească, iar toate lucrurile le face cu cap.

- Hector MacBadger - este colegul lui Piggley, al lui Fernie și al Dannei, care are 10. Adoră să facă farse celorlalți, unele dintre cam nesărate, însă e foarte sentimental și nu ar vrea să rănească pe absolut nimeni, ci numai să-i sperie.

- Millie Pelly - este o colegă a lui Piggley Winks, în vârstă de 8 ani. E foarte deșteaptă, îi place să scrie poezii și nu suportă să fie întreruptă atunci când vorbește. Deobicei, poartă o rochie și fundițe roz. Cei mai buni prieteni ai ei sunt Katrina Farrell, Fergal O'Hopper și se pare că îl place pe Fernie.

- Don Toro - este tatăl lui Fernie, un fierar din centrul orașului. În ciuda înfățișării sale, el este bun la suflet și blând. Este de origine spaniolă, deși locuiește în Irlanda, iar soția sa a murit, din cauza asta fiind îndurerat câteodată. Adoră să potcovească bidiviii (caii). Este bun prieten cu Padring Winks.

- Katrina Farrell - este o pisică, una dintre colegele lui Piggley, Fernie și Danna. Cea mai bună prietenă a ei este Millie Pelly. Este un prieten loial și corect. De obicei se îmbracă într-o fustă neagră și o bluză albastră.

- Gosford Gaynor - este unul dintre colegii lui Piggley, Fernie și Danna. Este foarte politicos și nu ar vrea să supere niciodată pe nimeni. Gustările lui preferate sunt fursecurile, iar cel mai bun prieten al său e iepurașul Fergal O'Hopper. E puțin gelos pe Danna, fiindcă e mai deșteaptă ca el.

- Mama - este mama lui Sean, Seamus și Meg, și fiica lui Piggley Winks. Ea are grijă de copiii săi. Câteodată îi exasperează pe Sean și Seamus, fiindcă îi pune să-și facă rânduială prin camere. Ca și bunica sa, Elly Winks, știe să facă minunate plăcințele cu mere.

## Dublaj în limba română
| Caracter              | Voce            |
| --------------------- | --------------- |
| Piggley Winks         | Geo Dinescu     |
| Fernando Toro         | Rin Tripa       |
| Danna O'Mallard       | Mirela Corbeanu |
| Molly Winks           | Linda Gyorgy    |
| Elly Winks            | Ileana Iurciuc  |
| Grandpa Piggley Winks | Ion Abrudan     |
| Willy the Sheep       | Florin Stan     |